# Euphorbia yucatanensis
Euphorbia yucatanensis là một loài thực vật có hoa trong họ Đại kích. Loài này được (Millsp.) Standl. mô tả khoa học đầu tiên năm 1930.